# 2006 no teatro

## Nascimentos
| Data | Nome | Profissão | Nacionalidade | Observações | Ref |
| ---- | ---- | --------- | ------------- | ----------- | --- |

## Mortes
| Data           | Nome                    | Profissão                                     | Nacionalidade    | Observações | Ref |
| -------------- | ----------------------- | --------------------------------------------- | ---------------- | ----------- | --- |
| 18 de março    | Nelson Dantas           | ator                                          | Brasil           | n. 1927     |     |
| 18 de julho    | Raul Cortez             | ator                                          | Brasil           | n. 1932     |     |
| 22 de julho    | Gianfrancesco Guarnieri | ator e dramaturgo                             | Itália / Brasil  | n. 1934     |     |
| 26 de julho    | Raquel Maria            | atriz                                         | Portugal         | n. 1946     |     |
| 27 de dezembro | Elizabeth Henreid       | atriz                                         | Brasil           | n. 1928     |     |
| 31 de Dezembro | João Bethencourt        | dramaturgo, diretor, ator, tradutor de teatro | Hungria / Brasil | n. 1924     |     |